# Articulación plana
Una articulación plana (articulación artrodial, articulación deslizante) es una articulación sinovial que, en condiciones fisiológicas, solamente permite el movimiento deslizante.
Las articulaciones planas permiten movimientos de deslizamiento en el plano de las superficies articulares. Las superficies opuestas de los huesos son planas o casi planas, y el movimiento está limitado por sus cápsulas articulares apretadas. Las articulaciones planas son numerosas y casi siempre pequeñas, como la articulación acromioclavicular entre el acromion de la escápula y la clavícula. Suelen encontrarse en las muñecas, los tobillos, las articulaciones esternocostales 2ª a 7ª y las apófisis transversas y espinosas vertebrales.